# Theo Francken
Theo Francken (nascut el 7 de febrer del 1978 a Lubbeek, Bèlgica) és un polític belga membre del partit nacionalista flamenc Nieuw-Vlaamse Alliantie. Va ser escollit membre de la Cambra de Representants de Bèlgica l'any 2010. També va ser batlle de la ciutat de Lubbeek d'ençà el gener del 2013. Va ser ministre d'estat per afers d'exili, migració i simplificació administrativa dins el govern de Charles Michel d'octubre del 2014 a desembre del 2018. Theo Francken és llicenciat en ciències pedagògiques per la Universitat catòlica de Leuven l'any 2001. Del 2001 al 2004, va assistir al parlament flamenc pel partit Volksunie. Del 2004 al 2008, va ser conseller del ministre flamenc d'educació, treball, esport i integració Geert Bourgeois.